# Lumberland
Lumberland es un pueblo ubicado en el condado de Sullivan en el estado estadounidense de Nueva York. En el año 2000 tenía una población de 1,939 habitantes y una densidad poblacional de 16 personas por km².

## Geografía
Lumberland se encuentra ubicado en las coordenadas 41°49′29″N 10°48′48″O / 41.82472, -10.81333. Según la Oficina del Censo, la ciudad tiene un área total de 128,6 km² (49,7 mi²), de la cual 121,7 km² (47,0 mi²) es tierra y 6,8 km² (2,6 mi²) (5.30%) es agua.

## Demografía
Según la Oficina del Censo en 2000 los ingresos medios por hogar en la localidad eran de $42,625, y los ingresos medios por familia eran $45,100. Los hombres tenían unos ingresos medios de $38,080 frente a los $27,222 para las mujeres. La renta per cápita para la localidad era de $19,665. Alrededor del 11.7% de la población estaban por debajo del umbral de pobreza.